# Ривердејл (Северна Дакота)
Ривердејл (енгл. Riverdale) град је у америчкој савезној држави Северна Дакота.

## Демографија
По попису из 2010. године број становника је 205, што је 68 (-24,9%) становника мање него 2000. године.
| Група             | 2000.       | 2010.       |
| Белци             | 263 (96,3%) | 194 (94,6%) |
| Афроамериканци    | 0 (0,0%)    | 0 (0,0%)    |
| Азијати           | 2 (0,7%)    | 4 (2,0%)    |
| Хиспаноамериканци | 0 (0,0%)    | 0 (0,0%)    |
| Укупно            | 273         | 205         |